# Pristimantis maculosus
Espèce
Synonymes
- Eleutherodactylus maculosus Lynch, 1991

Statut de conservation UICN

 VU  : Vulnérable
Pristimantis maculosus est une espèce d'amphibiens de la famille des Craugastoridae.

## Répartition
Cette espèce est endémique de Colombie. Elle se rencontre entre 2 560 et 2 900 m d'altitude dans la cordillère Centrale :
- dans les municipalités de Sonsón et de Belmira dans le département d'Antioquia ;
- dans les municipalités de Pensilvania et de Samaná dans le département de Caldas.

## Publication originale
- Lynch, 1991 : New diminutive Eleutherodactylus from the Cordillera Central of Colombia (Amphibia: Leptodactylidae). Journal of Herpetology, vol. 25, no 3, p. 344-352.